# بوفالو (میزوری)
بوفالو (به انگلیسی: Buffalo) یک شهر در ایالات متحده آمریکا است که در شهرستان دالاس، میزوری واقع شده‌است. بوفالو ۷٫۴۱ کیلومتر مربع مساحت و ۳٬۰۸۴ نفر جمعیت دارد و ۳۶۶ متر بالاتر از سطح دریا قرار دارد.